# Поддуб'є (Ям-Тьосовське сільське поселення)
Поддуб'є (рос. Поддубье) — присілок у Лузькому районі Ленінградської області Російської Федерації.
Населення становить 5 осіб. Належить до муніципального утворення Ям-Тьосовське сільське поселення.

## Історія
Згідно із законом від 28 вересня 2004 року № 65-оз належить до муніципального утворення Ям-Тьосовське сільське поселення.

## Населення
| 1879 | 1885 | 1909 | 1928 | 1965 | 1997 | 2007 |
| ---- | ---- | ---- | ---- | ---- | ---- | ---- |
| 97   | ↗101 | ↗109 | ↗142 | ↘37  | ↘6   | ↘2   |
| 2010 | 2013 |      |      |      |      |      |
| ↗64  | ↘5   |      |      |      |      |      |